# AM-630
AM-630（6-Iodopravadoline）は、カンナビノイドCB2受容体の強力かつ選択的なインバースアゴニストとして作用する薬物である。CB2におけるKiは32.1nMであり、弱いパーシャルアゴニストとして作用するCB1よりも165倍の選択性を有する。CB2が媒介する反応の研究に用いられ、脳におけるCB2受容体の可能性のある役割を調査するために使用されている 。AM-630は、インドール環の6位で置換された最初のインドール由来のカンナビノイドリガンドの1つとして重要であり、この位置はその後、CB1およびCB2受容体の両方における親和性と有効性を決定する上で重要であることが判明し、多くの関連誘導体の開発につながった。